# Pompey
Pompey [pɔ̃pɛ] ist eine französische Stadt und Gemeinde mit 4815 Einwohnern (Stand: 1. Januar 2022) im Département Meurthe-et-Moselle in der Region Grand Est (bis 2015 Lothringen). Sie gehört zum Arrondissement Nancy und zum Kanton Val de Lorraine Sud. Die Einwohner werden Pompéiens genannt.

## Geografie
Pompey liegt nördlich von Nancy an der Mosel. Umgeben wird Pompey von den Nachbargemeinden Marbache im Norden, Custines im Nordosten, Frouard im Osten und Süden sowie Liverdun im Westen.
Eine Straßenbrücke und eine Eisenbahnbrücke führen nach Frouard am gegenüberliegenden Flussufer. Ein paar hundert Meter oberhalb liegen die Moselschleuse und die Staustufe Frouard-Pompey.
Pompey und Frouard gingen 1974 eine Gemeindepartnerschaft mit Lohmar bei Köln ein.

## Geschichte

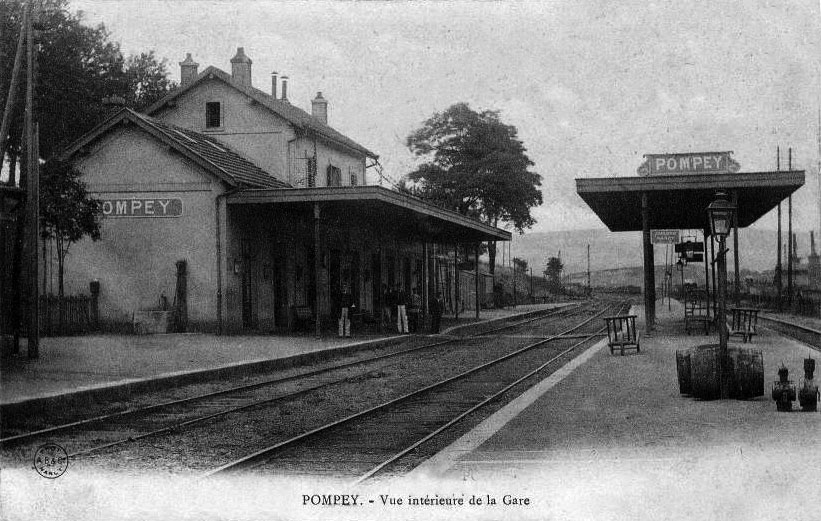
Bahnhof um 1900

Pompey ist ein altes Weinbaugebiet und eine der ersten christlichen Gemeinden an der Mosel. Im Jahr 362 soll dort der Wanderbischof Euchaire mit 2000 Gläubigen getötet worden sein. Ein Teil der Gräber wurde um 1850 beim Bau der Eisenbahn entdeckt.
Bis 1871 war Pompey ein vom Weinanbau geprägtes Dorf. Das schnelle Wachstum der Gemeinde ging mit dem Umzug der Stahlindustrie von Ars-sur-Moselle einher. Da sein Unternehmen nach der Niederlage im Deutsch-Französischen Krieg auf fortan deutsches Gebiet geraten war, verlagerte der Industrielle Auguste Dupont sein Unternehmen nach Pompey. 1887 lieferte die Société des hauts fourneaux, forges et aciéries de Pompey mehr als 8000 Tonnen Eisen für den Bau des Eiffelturms nach Paris.

### Bevölkerungsentwicklung
| Jahr      | 1962 | 1968 | 1975 | 1982 | 1990 | 1999 | 2006 | 2011 | 2019 |
| Einwohner | 5464 | 6281 | 6473 | 5685 | 5144 | 5229 | 5171 | 4957 | 4870 |

## Sehenswürdigkeiten

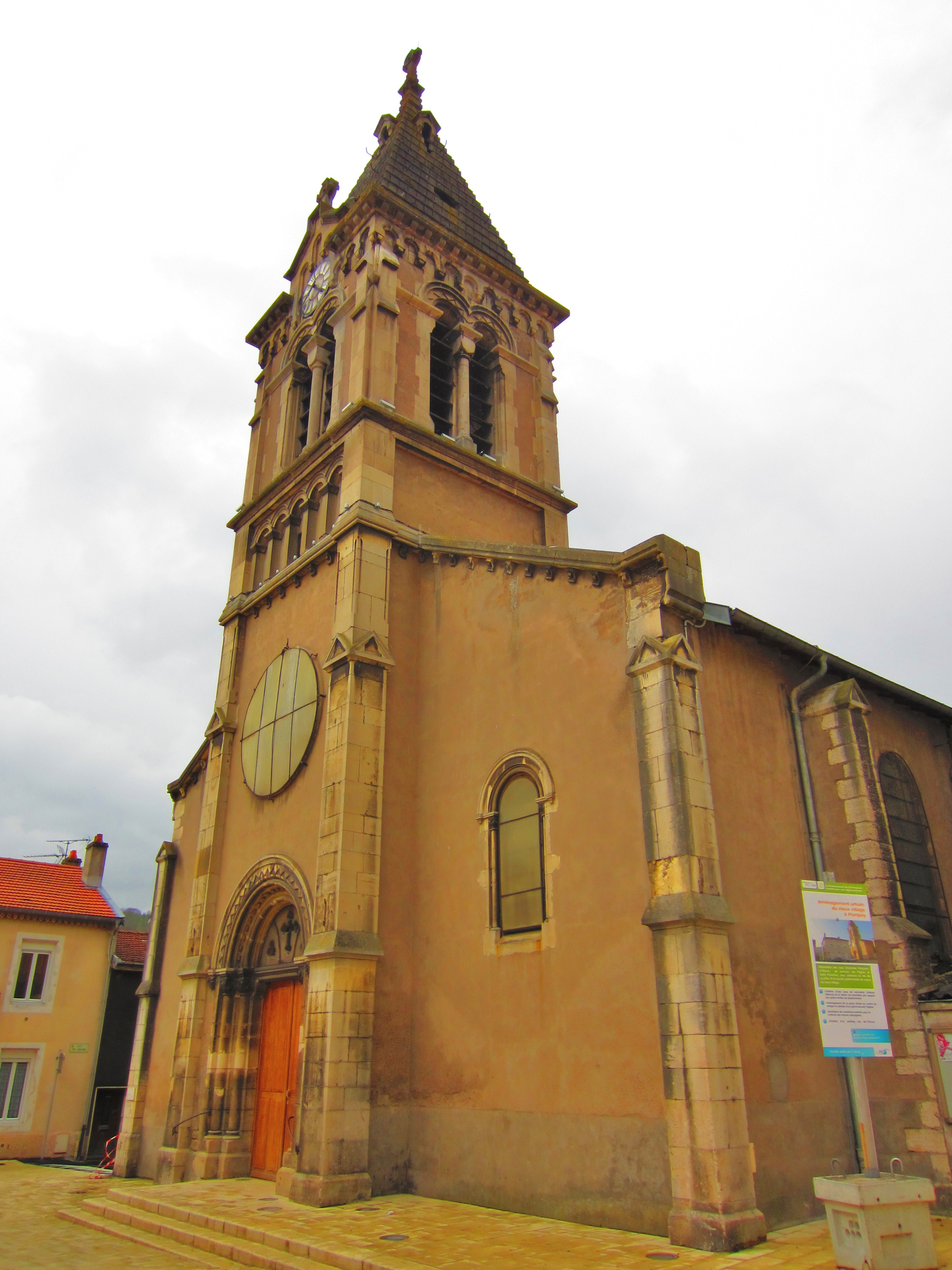
Kirche Saint-Epvre

- Merowinger- und Alamannen-Nekropole aus dem 6. und 7. Jahrhundert
- Kirche Saint-Epvre aus dem 19. Jahrhundert
- Kapelle Sainte-Anne aus dem Jahre 1633
- Kapelle Saint-Euchaire

## Verkehr
Durch die Gemeinde führt die frühere Nationalstraße N 57, die wegen der parallel verlaufenden Autobahn A 31 im Jahr 2006 zur Departementsstraße D 657 abgestuft wurde. Nächste Autobahn-Anschlussstellen sind Custines und Bouxières.
Der Ort hat einen Bahnhof an der Bahnstrecke Frouard–Novéant, die am 10. Juli 1850 von der Compagnie du chemin de fer de Paris à Strasbourg eröffnet wurde. Aktuell wird er wird mit Zügen des TER Grand Est zwischen Metz und Nancy bedient. Auf der ehemals in Pompey abzweigenden Strecke nach Nomeny verkehrten seit 1940 keine Personenzüge mehr, 1982 wurde auch der Güterverkehr eingestellt.

## Persönlichkeiten
- Jean-Marie Cieleska (1928–1998), Radrennfahrer
- Hubert Haenel (1942–2015), Politiker
- Pascal Parisot (* 1963), Chansonnier